# ستيفن فيشر-غالاتسي
ستيفن فيشر-غالاتسي (ولد في 15 أبريل 1924م، بوخارست - توفي في 10 مارس 2014م ، بولدر، كولورادو)، مؤرخ أمريكي من أصل روماني.

## أصله
ينحدر من عائلة من أصل ألماني جاءت إلى رومانيا مع من سيصبح الملك كارول الأول (Carol I) في رومانيا.

## مسيرته المهنية
غادر فيشر إلى الولايات المتحدة مع عائلته من رومانيا في بداية الحرب العالمية الثانية.
حصل على درجة الدكتوراه من جامعة هارفارد وأصبح أستاذاً متميزاً في جامعة كولورادو. وكان مديرًا لمركز الدراسات السلافية وشرق أوروبا. بدأ بتحرير مجلة " East European Quarterly " عام 1967م .
عمل في وزارة الخارجية الأميركية بين عامي 1951م و1953م، وخلال إدارة الرئيس الأمريكي ريتشارد نيكسون أصبح مستشاراً لشؤون أوروبا الشرقية لدى البيت الأبيض.

## تكريمه في رومانيا
في 6 يوليو 2009م، وبناءً على اقتراح مجلس "كلية التاريخ والعلوم السياسية" بجامعة أوفيديوس (Ovidius) فيكونستانتا برومانيا، قرر مجلس شيوخ المركز الجامعي منح لقب "دكتور فخري" للأستاذ الجامعي الدكتور ستيفن فيشر-غالاتسي.

## فهرس
- حول العالم في ثمانين عامًا ، مطبعة جامعة كولومبيا؛ رقم ISBN 0880336129 (0-88033-612-9)
- التقاليد الثورية في البلقان ، (ديمتري جورجيفيتش، ستيفن فيشر-غالاتي)، مطبعة جامعة كولومبيا؛ رقم ISBN 0231050984 (0-231-05098-4)
- الأحزاب الشيوعية في أوروبا الشرقية والوسطى ، مطبعة جامعة كولومبيا؛ رقم ISBN 0231035918 (0-231-03591-8)
- أوروبا الشرقية والحرب الباردة: التصورات والآفاق ، مطبعة جامعة كولومبيا؛ رقم ISBN 0880332972 (0-88033-297-2)
- أوروبا الشرقية في ثمانينيات القرن العشرين ، مطبعة ويستفيو؛ رقم ISBN 0709910053 (0-7099-1005-3)
- أوروبا الشرقية في ثمانينيات القرن العشرين ، مطبعة ويستفيو؛ رقم ISBN 0865311226 (0-86531-122-6)
- مقالات عن الحرب والمجتمع في شرق ووسط أوروبا، 1740-1920: دراسات أطلسية حول المجتمع في التغير (ستيفن فيشر-غالاتي، بيلا ك. كيرالي)، مطبعة جامعة كولومبيا؛ رقم ISBN 0880331305 (0-88033-130-5)
- الإنسان والدولة والمجتمع في تاريخ أوروبا الشرقية ، دار بال مال للنشر؛ رقم ISBN 0269671102 (0-269-67110-2)
- رومانيا الجديدة: من الديمقراطية الشعبية إلى الجمهورية الاشتراكية ، مطبعة معهد ماساتشوستس للتكنولوجيا ؛ رقم ISBN 0262561662 (0-262-56166-2)
- رومانيا: منظور تاريخي (دينو جيوريسكو، ستيفن فيشر جالاتي)، مطبعة جامعة كولومبيا؛ رقم ISBN 0880333545 (0-88033-354-5)
- رومانيا بين الشرق والغرب (ستيفن فيشر جالاتي، رادو ر. فلوريسكو)، مطبعة جامعة كولومبيا؛ رقم ISBN 0914710974 (0-914710-97-4)
- رومانيا ، حانة آير كو؛ رقم ISBN 040500057X (0-405-00057-X)
- الجمهورية الاشتراكية الرومانية ، مطبعة جامعة جونز هوبكنز؛ رقم ISBN 0801810353 (0-8018-1035-3)
- رومانيا في القرن العشرين ، مطبعة جامعة كولومبيا؛ رقم ISBN 0231074638 (0-231-07463-8)
- تاريخ الغجر: دراسات نقدية (ستيفن فيشر جالاتي، دينو سي جيوريسكو، إيوان أوريل بوب، ستيفان أندريسكو) المؤسسة الثقافية الرومانية؛ رقم ISBN 9735771802 (973-577-180-2)
- الإمبريالية العثمانية والبروتستانتية الألمانية، 1521-1555 ، كامبريدج، ماساتشوستس، 1959؛
- رومانيا الجديدة: من الديمقراطية الشعبية إلى الجمهورية الاشتراكية ، كامبريدج: مطبعة معهد ماساتشوستس للتكنولوجيا، 1967.
- رومانيا في القرن العشرين، مطبعة جامعة كولومبيا، 1970
- رومانيا في القرن العشرين . نيويورك: مطبعة جامعة كولومبيا. 1991
- مشاكل الأقليات القومية في رومانيا. الاستمرارية أم التغيير؟ - أوراق الجنسيات، 22 (1994)
- أوروبا الشرقية والحرب الباردة. التصورات والوجهات النظر . [ أوروبا الشرقية والحرب الباردة. المسوحات والآفاق. ] ياش، المعهد الأوروبي، 1996.
- رومانيا في القرن العشرين . [ رومانيا في القرن العشرين ]. المعهد الأوروبي، ياش، 1998؛ رقم ISBN 973-586-133-X .